# Заслужений діяч мистецтв РРФСР
Заслужений діяч мистецтв РРФСР — державна нагорода РРФСР.
Звання надавалося Президією Верховної Ради РРФСР і було однією з форм визнання державою та суспільством заслуг громадян, що були ним відзначені.
Званням «Заслужений діяч мистецтв РРФСР» нагороджувалися відомі у РРФСР артисти, композитори, співаки, письменники, режисери, художники та інші митці за особливі особисті заслуги.
Звання «Заслужений діяч мистецтв РРФСР» були удостоєні такі відомі люди, як Володимир Мигуля, В'ячеслав Добринін, Микита Богословський та багато інших.
Наступним ступенем визнання було присвоєння звання «Народний артист РРФСР», потім «Народний артист СРСР».
Звання встановлено 10 серпня 1931 року. З 16 травня 1992 у всіх документах називається Заслужений діяч мистецтв Російської Федерації, але нагрудний знак вручався з невеликими змінами до 1996 року.
До знака додавалася Грамота Президії Верховної Ради РРФСР.